# Technețiu (99mTc) sestamibi
Technețiu (99mTc) sestamibi (INN) (numit în mod obișnuit sestamibi; denumire comercială Cardiolite) este un agent farmaceutic utilizat în medicina nucleară. Medicamentul este un complex format dintr-un radioizotop, technețiu-99m, ce e legat la șase (Sesta=6) liganzi de metoxiizobutilizonitril (MIBI). Medicamentul generic a devenit disponibil la sfârșitul lunii septembrie în anul 2008. O scanare a unui pacient la care folosește MIBI este cunoscută de obicei ca „scanare MIBI”. 
Sestamibi este utilizat în principal pentru imagistica miocardul (mușchiul inimii). De asemenea, este utilizat în hiperparatiroidismului primar pentru identificarea adenoamelor paratiroidiene, pentru chirurgia radioghidată a glandelor paratiroidiene și în identificarea unui posibil cancer de sân. 

## Imagistica cardiaca (scanare MIBI)
O scanare MIBI sau o scanare sestamibi este acum o metodă comună de imagistică cardiacă. Technețiu (99mTc) sestamibi e un cation lipofil care, injectat intravenos la un pacient, se distribuie în miocard proporțional cu fluxul de sânge miocardic. Tomografia computerizată cu emisie fotonică unică (SPECT) a inimii este realizată folosind o cameră gamma pentru a detecta razele gamma emise de tehnețiu-99m pe măsură ce aceasta se dezintegrează. 
Sunt realizate două scanări. Pentru prima, 99mTc MIBI este injectat în timp ce pacientul este în repaus, după care miocardul este scanat. Pentru a doua scanare, pacientul face efort pe o banda de alergare sau pe o bicicletă, fie e efortul e simulat farmacologic. 99mTc MIBI e injectat în efort maximal și apoi se scanează pacientul. Cele două seturi de imagini rezultate sunt comparate pentru a distinge zonele ischemice de infarct ale miocardului. Această tehnică imagistică are o sensibilitate de aproximativ 90%. Imaginile de repaus sunt utile numai pentru detectarea leziunilor tisulare, în timp ce imaginile de efort vor furniza și dovezi ale bolii coronariene (ischemie). 

### Cu dipiridamol (scanare MIBI Persantine)
Când este combinat cu dipiridamol, al cărui denumire comercială este Persantine, o scanare MIBI este adesea denumită scanare MIBI Persantine. 

## Imagistica paratiroidiană
În hiperparatiroidism primar, în una sau mai multe dintre cele patru glande paratiroide se dezvoltă o tumoră benignă numită adenom sau devin hiperplazice ca urmare a unei dereglări homeostatice. Glanda paratiroidiană preia 99mTc MIBI în urma unei injecții intravenoase, iar zona cervicală a pacientului este scanată cu o cameră gamma pentru a vizualiza localizarea tuturor glandelor. O a doua scanare este realizată după o perioadă de „spălare” a radiotrasorului (după aproximativ 2 ore), iar mitocondriile din celulele oxifile ale glandelor anormale ce păstrează mai mult timp 99mTc sunt vizualizate folosind camera gamma. Această metodă imagistică va detecta 75 până la 90 la sută din glandele paratiroide anormale din hiperparatiroidismul primar. Un chirurg poate apoi să efectueze o paratiroidectomie țintită (mai puțin invazivă decât chirurgia tradițională) pentru a îndepărta glanda anormală. 

### Chirurgie radioghidată a paratiroidelor
În urma administrării, 99mTc MIBI se acumulează în glandele paratiroide hiperactive. În timpul operației, chirurgul poate utiliza o sondă sensibilă la razele gamma pentru a localiza glanda paratiroidă hiperactivă înainte de a o îndepărta.

## Imagistica mamară
De asemenea, acest medicamentul este utilizat în evaluarea nodulilor mamari. Țesuturile maligne ale sânului concentrează 99mTc MIBI într-o măsură mult mai mare și mai frecvent decât o boală benignă. Ca atare, este posibilă caracterizarea limitată a anomaliilor mamare. Scintimamografia are sensibilitatea și specificitatea pentru cancerul de sân de peste 85%.
Recent, medicii imagiști-senologi au început să administreze doze mai mici de 99mTc sestamibi, aproximativ 4–8 millicuriei (150–300 MBq), pentru a obține o sensibilitate ridicată (91%) și o specificitate ridicată (93%) în detectarea cancerului de sân. Cu toate acestea, metoda prezintă un risc mai mare de a provoca cancer, ceea ce nu o face adecvată pentru screeningul general al cancerului de sân.
Deoarece se consideră că chiar și doze mici de radiații ionizante prezintă un anumit risc de a provoca cancer, imagistica sânului cu 99mTc sestamibi e de obicei limitată la femeile cu țesut mamar dens, care pot avea adesea rezultate mamografice inconcludente. Cercetătorii continuă să-și dedice timpul pentru îmbunătățirea tehnologiei, pentru schimbarea parametrilor de scanare și pentru reducerea dozei administrate pacienților.

## linkuri externe
- Pagina oficială cardiolită Arhivat în 3 martie 2016, la Wayback Machine.
- Imagistica mamară moleculară Arhivat în 12 august 2012, la Wayback Machine.
- Scanarea Sestamibi pentru hiperparatiroidism pe: Paratiroid.com